# Casal d'Avis (la Figuera)
El Casal d'Avis és una obra de la Figuera (Priorat) inclosa a l'Inventari del Patrimoni Arquitectònic de Catalunya.

## Descripció
Gran edifici entre mitgeres que consta de planta baixa i dos pisos. En la composició de la façana que dona al carrer de la Font, a la primera planta es distribueixen regularment un seguit de balcons amb lloses de pedra i baranes de ferro forjat, i a la segona planta, separada de la primera amb un fris, els balcons tenen arc apuntat. El tractament de pedra vista a tota la façana, així com la línia que traça el fris de banda a banda de l'edifici, son elements que li donen un aspecte compacte i unificat.